# القيادة العامة لقوات جنوب روسيا المسلحة
القيادة العامة لقوات جنوب روسيا المسلحة (بالروسية: Особое совещание при Главкоме ВСЮР Osoboye soveschaniye pri Glavkome VSYuR) كانت هيئة إدارية في جنوب روسيا في 1918 و1919 تؤدي وظائف الحكومة في الأراضي التي تسيطر عليها قوات الحركة البيضاء الروسية وجيش التطوع وقوات جنوب روسيا المسلحة.
سلف القيادة العامة كان المجلس السياسي (Политический совет؛ Političeskij sovet) الذي أنشئ في ديسمبر 1917. في العام 1918، بسبب تزايد مساحة الأراضي التي تقع تحت سيطرة جيش التطوع، أصبحت قضية الإدارة المدنية أكثر أهمية. في 31 أغسطس من العام 1918، أُنشئت القيادة العامة تحت قيادة الجنرال ميخائيل ألكسيف. جرى توضيح مهام القيادة العامة في 3 أكتوبر من العام 1918. كان رئيس جيش التطوع رئيسًا للقيادة العامة التي ستكون بمثابة هيئة استشارية للرئيس. في 8 أكتوبر من العام 1918، وبعد وفاة الجنرال ألكسييف، تم إعطاء دور الحاكم الأعلى للجنرال أنطون دينيكين. كان رؤساء القيادة أبرام دراغوميروف (أكتوبر 1918 - سبتمبر 1919) وألكسندر لوكومسكي (سبتمبر - ديسمبر 1919). ألغيت القيادة العامة في 30 ديسمبر 1919 بواسطة دينكيين وأُستبدلت بحكومة القائد العام قوات جنوب روسيا المسلحة وفي مارس 1920، حكومة جنوب روسيا الأولى.